# Partido Social Democrata (Timor-Leste)
O Partido Social Democrata (PSD) é um partido timorense criado já depois do referendo de 1999 em 20 de Setembro por, entre outros, iminentes personalidades da politica timorense Mário Carrascalão, Zacarias da Costa, Milena Pires, Leandro Isaac, Comandante Riak Leman, entre outros. Na primeiras eleições do país, ganhas pela Fretilin emergiu como uma das principais forças da Oposição, e conquistou seis lugares no Parlamento Nacional. Há quem diga que o PSD teve a bênção do ex-Presidente da Republica Xanana Gusmão, que apadrinhou mesmo o seu lançamento, e até do então Primeiro Ministro José Ramos-Horta. O Eng. Mário Viegas Carrascalão foi o primeiro Presidente e mantém-se actualmente como Presidente do Partido e da Comissão Politica Nacional, enquanto Dr. Zacarias da Costa foi o primeiro Secretário Geral e hoje ocupa a posição de Presidente do Conselho Nacional, tendo Leandro Isaac, o primeiro Vice-Presidente, sido afastado do Partido, no primeiro Congresso Nacional, por divergências com o partido.
E um partido que se reclama do centro, apesar de Social-democrata, ocupando a faixa que vai desde o centro esquerda ao centro direita, em termos ideológicos e programáticos. Vários militantes proeminentes do PSD vieram da Fretilin e da UDT, tendo o partido acolhido também muitos elementos da ex-resistência timorense activos na guerrilha (Falintil), como o Comandante Riak Leman.
O PSD foi um dos principais dinamizadores da campanha do Presidente Xanana Gusmão, tendo contado na equipa da campanha elementos importantes como Germano Silva (actual membro da Comissão Politica), Carlos Alberto (ex-Vice-Presidente da CP), e mesmo Milena Pires, que foi directora da campanha de Xanana Gusmão. Os elementos do PSD ocupam hoje lugares de destaque nas organizações internacionais em Timor-Leste: Carlos Alberto (ex-Vice-Presidente) como Director da Delegação do Alto Comissariado das Nações Unidas para os Refugiados, Milena Pires (ex-Vice-Presidente e ex-Deputada como a Directora da UNIFEM, Zacarias da Costa como antigo Consultor do Banco Asiático de Desenvolvimento e actualmente Conselheiro da Agência Internacional Americana de Desenvolvimento.
No Parlamento sobressaem os nomes de Maria Paixão da Costa (Líder da Bancada) e João Gonçalves (actual Vice-Presidente e Porta-Voz do Partido).